# رز زمینی
رز زمینی(نام علمی: Rosa spithamea) نام یک گونه از سرده رز است.